# Восстание 2 мая 1808 года в Мадриде (картина)
«Восстание 2 мая 1808 года в Мадриде» (исп. El dos de mayo de 1808 en Madrid) — картина испанского художника Франциско Гойи, написанная вместе с картиной «Третье мая 1808 года в Мадриде» весной-летом 1814 года к приезду короля Фердинанда VII. Оба произведения были, скорее всего, заказаны Верховным советом Регентства, предоставлявшим Гойе финансовую помощь.
На картине художник изобразил эпизод, случившийся утром 2 мая 1808 года, когда испанские патриоты напали на служивших в Императорской гвардии Наполеона мамлюков и драгунов, выводящих из королевского дворца самого младшего инфанта Франсиско де Паула. Композиция, в которой отсутствует единый центр, передаёт энергию толпы и напряжённость боя, а цветовая палитра подчёркивает жестокость происходящего.
При бомбардировке Мадрида во время Гражданской войны в Испании республиканское правительство решило эвакуировать фонды Прадо. Грузовик, транспортировавший произведения Гойи, попал в аварию и «Восстание 2 мая 1808 года в Мадриде» было сильно повреждено. На картине остались порезы, а некоторые части полотна были утеряны. После реставрации часть повреждений у левого края была оставлена неисправленной, чтобы служить напоминанием зрителям о гражданской войне. Лишь во время повторной реставрации 2008 года картина была полностью восстановлена.